# Nicotiana amplexicaulis
Nicotiana amplexicaulis är en potatisväxtart som beskrevs av N. T. Burbidge. Nicotiana amplexicaulis ingår i släktet tobak, och familjen potatisväxter. Inga underarter finns listade i Catalogue of Life.